# Полянский, Александр Александрович (государственный деятель)
Александр Александрович Полянский (2 мая 1774 — 28 марта 1818) — тайный советник и сенатор из рода Полянских.

## Биография
Единственный сын графини Елизаветы Романовны Воронцовой, фаворитки императора Петра III, и статского советника Александра Ивановича Полянского. Крестник императрицы Екатерины II.
Военная служба Полянского проходила главным образом на бумаге. В 6 лет был записан в лейб-гвардии Преображенский полк, а в 8 лет уже был сержантом. В 1794 г. переведён вахмистром в л.-гв. Конный полк. Ротмистр с 1796 года, при Павле I принуждён был выйти в отставку (1798).
В 1802 г. возобновил службу, на этот раз при дворе, в чине действительного камергера. Вступил в масонскую ложу. В 1812 г. получил назначение председателем столичного Уголовного суда. С 16 июля 1814 г. Полянский присутствовал в учрежденной по С.-Петербургской губернии особой комиссии для исследования причин недоимки по винным откупам, а 25-го августа 1817 г. был назначен сенатором, с производством в тайные советники; 13-го октября того же года Полянскому было Высочайше повелено присутствовать в I-ом Отделении 5-го Департамента Сената.
Подобно отцу, Полянский старался не пропускать ни одной театральной премьеры. Женился на Елизавете Ивановне (1781—1847), дочери швейцарского эмигранта Жана Рибопьера и внучке генерала А. И. Бибикова (1729—1774), сестре влиятельного при дворе графа А. И. Рибопьера. Полянские занимали роскошный особняк на Английской набережной, 28, который описала в своих письмах 1803 года англичанка Вильмот.

В субботу я была представлена госпоже Полянской; её муж — племянник Дашковой. Живут они в огромном, как дворец, доме, и помимо ливрейного у них несколько десятков лакеев, попадающихся на каждом шагу. Чтобы избавить господ от труда отворять и затворять двери, возле каждой комнаты сидит слуга… Госпожа Полянская приняла меня исключительно любезно и показала мои апартаменты, состоящие из очень элегантной гардеробной, меблированной диванами и стульями, обитыми красной кожей etc; тут имеется фортепьяно, арфа, большое зеркало и с приставным столиком, установленным для красоты, великолепными чашками и блюдцами из китайского фарфора, изящными часами a la française, статуи на пьедесталах, вазы etc; есть икона, или бог, которому могу помолиться, если пожелаю. Хозяйка повела меня через анфиладу огромных, просторных комнат, числом не менее десяти.
Неопубликованные письма к Полянским его двоюродного брата князя Воронцова и княжны Туркестановой хранятся в отделе рукописей РНБ. Супруги похоронены в парных чугунных саркофагах на Петровской дорожке при входе на лаврское Лазаревское кладбище:

На каменном ступенчатом пьедестале покоится чугунный саркофаг с покатым главным и мягко закругленными боковыми фронтонами. Стены его украшены рельефами на темы классической символики. Главный фасад другого, более раннего саркофага (1818) декорирует лепная цветочная гирлянда, обрамляющая надпись. Стыки граней прикрывают дымящиеся факелы, опрокинутые пламенем вниз.

## Семья

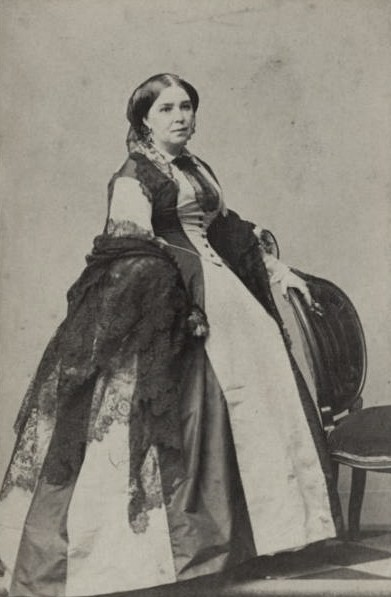
Софья Александровна Устинова

В отдельных источниках указывается, что брак Полянского был бездетным. Тем не менее, он имел двух сыновей и трех дочерей:
- Александр (13.09.1805—30.09.1879, Вена), крестник императрицы Марии Фёдоровны, великого князя Николая Павловича и князя А. Б. Куракина[8], служил при дворе камергером, а потом по Министерству иностранных дел в чине действительного статского советника[5]. Из его сочинений сохранился дневник за 1831 год и «Очерк политической ситуации в Европе» того же года[5]. Его дочь Анастасия (1835—1872) с 1863 года была замужем за племянником Пушкина мемуаристом Л. Н. Павлищевым и жила постоянно в Варшаве. Брак её был бездетный, и супруги не были счастливы. Похоронена на Новодевичьем кладбище в Петербурге.
- Елизавета (28.09.1806—1887), крестница принцессы Амалии Баденской, была второй женой полковника Сергея Васильевича Зыбина (1789—1870). У неё были резковатые черты, смуглое лицо и толстые губы, и в ней современники находили поразительное сходство с портретом императрицы Анны Иоанновны[9].
- Софья (02.01.1808[10]—1866), крестница принцессы Амалии Баденской, замужем за тайным советником М. М. Устиновым (1800—1871), им принадлежал большой дом в Москве на Воздвиженке и особняк на Моховой, д. 3. По словам современника, из сестер Полянских её одну можно было назвать хорошенькой (но не красавицей); была пикантной брюнеткой с хорошеньким оригинальным личиком.
- Екатерина (03.09.1809[11]—1877), замужем (с 22 июля 1831 года)[12] за камергером Александром Николаевичем Леонтьевым (1805—1851), пасынком М. П. Леонтьевой.
- Михаил (01.01.1811— ?), в 1830 году служил в лейб-гвардии Уланском полку, женившись на иностранке, переселился окончательно в Вену.